# Holtzendorff (Adelsgeschlecht)

Wappen derer von Holtzendorff

Holtzendorff ist der Name eines alten märkischen Adelsgeschlechts. Sie gehören zum Uradel der Uckermark. Später gelangten Zweige, die zum Teil noch heute bestehen, nach Schlesien, Ostpreußen, Pommern, Sachsen und Mecklenburg.
Keine Verwandtschaft besteht zu dem gleichnamigen Adelsgeschlecht von Holtzendorff, das 1767 mit gänzlich anderem Wappen in den preußischen Adelsstand erhoben wurde und wahrscheinlich inzwischen ausgestorben ist (siehe unten: Briefadelige von Holtzendorff).
Eine in älterer Literatur vermutete Verwandtschaft zu dem mecklenburgischen Adelsgeschlecht von Holtorff ist genealogisch nicht nachweisbar.

## Geschichte

### Herkunft
Als erster Vertreter des Geschlechts wird am 11. August 1297 Otto de Holtzendorpe in einer Urkunde genannt. Namensgebender Stammsitz war das Gut Holzendorf, das heute zum Ortsteil Falkenhagen der Gemeinde Nordwestuckermark bei Prenzlau gehört. Ab dem 14. Jahrhundert erscheinen Angehörige als Schlossgessene in der Uckermark.

### Linien und Besitzungen
Vermutlich gehörte der schon 1240 genannte Heinrich von Holtzendorff zur Familie. Er war Schlosshauptmann zu Stendal und kämpfte mit dem Markgrafen Otto von Brandenburg gegen den Landgrafen Heinrich von Thüringen im Treffen von Mittenwalde.

#### Sächsische Linie(Grafen von Holtzendorff)
Albrecht von Holtzendorff unternahm 1410 zusammen mit Angehörigen der Adelsfamilie von Quitzow einen Einfall in Sachsen, wurde aber mit elf Reitern gefangen genommen. Es ist möglich, dass er sich danach dauerhaft in Sachsen niederließ, denn ein Albrecht und ein Marquard von Holtzendorff erscheinen als Mitglieder des Meißnischen Adels und begleiteten 1413 den Kurfürsten von Sachsen Rudolph III. zum Konzil nach Konstanz.
Allerdings beginnt die Stammreihe der Stamm Sydow genannten sächsischen Linie, aus der die späteren Grafen von Holtzendorff stammen, erst mit Bernhard von Holtzendorff, Herr auf Stolzenhahn. Sein Sohn Dietrich, Herr auf Sydow, war um 1480 kurbrandenburgischer Geheimrat und Oberhauptmann der Altmark.
Dietrich von Holzendorf (* 1535; † um 1598), war ein Vertrauter des Kurfürsten Johann Georg und dessen Inspektor für Hofmusik; er dichtete auch selbst Kirchenlieder. Er war verheiratet mit Ursula von Lindstedt; 1577 wurde er Amtsrat, 1584 Amtshauptmann von Biesenthal, ab 1588 Hofrat. 1590 erwarb er das Rittergut Cöthen, 1592 einen Anteil am benachbarten Dannenberg. Vermutlich war er von 1580 bis 1593 Gouverneur der Zitadelle Spandau. Sein Grabmal aus der Kirche in Sydow befindet sich heute im Stadtmuseum Berlin.
Dessen Sohn Anton von Holtzendorff, Herr auf Cöthen (Kötten) und Sydow, heiratete Ottilie von Wenkstern. Aus der Ehe entstammte Stellanus († 1605), der aus der Mark nach Sachsen einwanderte und Stammvater des sächsischen Zweiges wurde. Stellanus war Kämmerer des Kurfürsten August von Sachsen und erwarb das Gut Dröschkau im Stift Wurzen. Seine Frau Euphemia († 1604) war eine geborene von Haugwitz aus dem Haus Putzkau.

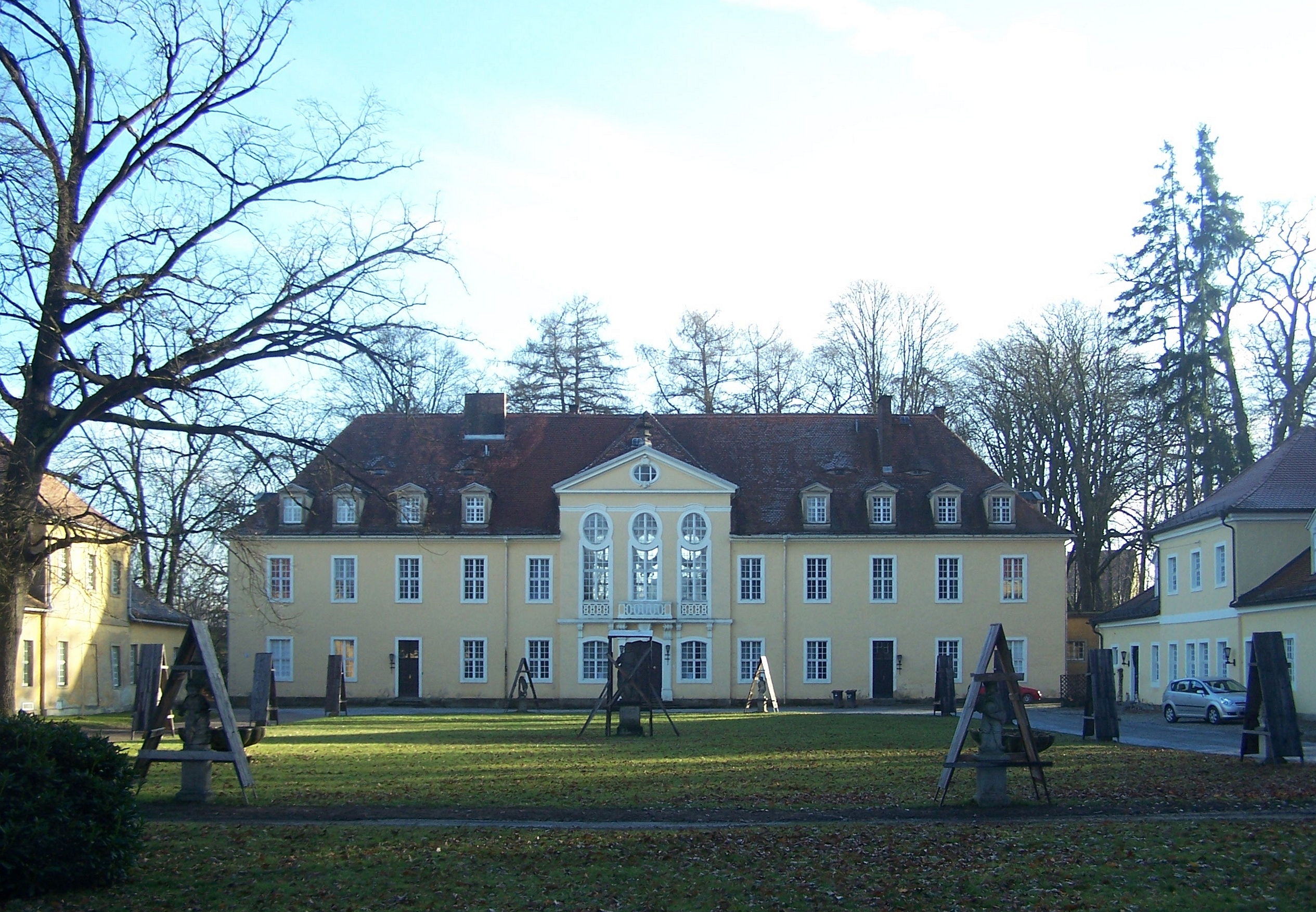
Schloss Oberlichtenau, Oberlausitz

Zu den sächsischen Nachkommen gehörte unter anderem Christoph Siegmund († 1715), Herr auf Thallwitz und Culm, der in erster Ehe mit Agnes Christiane von Schönberg († 1696) verheiratet war. Ihr gemeinsamer Sohn Christian Gottlieb Graf von Holtzendorff (1696–1755) erhielt durch Heirat mit Sophie Freiin von Bibran († 1742) Schloss Bärenstein und erbaute ab 1724 das Schloss Oberlichtenau in der Oberlausitz. 1744 verkaufte er Oberlichtenau an den kursächsischen Minister Graf Heinrich von Brühl. 1745 wurde er zum Grafen erhoben. Seine Tochter, Gräfin Friederike Christiane von Holtzendorff, heiratete 1749 den Grafen Friedrich August von Cosel, einen unehelichen Sohn Augusts des Starken mit seiner Mätresse Constantia von Cosel; sie erbte Bärenstein, das 1795 an eine ihrer Töchter überging. Der Enkel vom genannten Christoph Siegmund, Friedrich Gottlieb Graf von Holtzendorff (* 1725), hinterließ eine Johanniter-Ahntenfafel. Zu Beginn des 19. Jahrhunderts befand sich die Burg Etzoldshain mit Könderitz im Besitz der Familie.
Hans von Holtzendorff war Amtmann des Amtes Querfurt.

#### Uckermärkische Linie(von Holtzendorf)

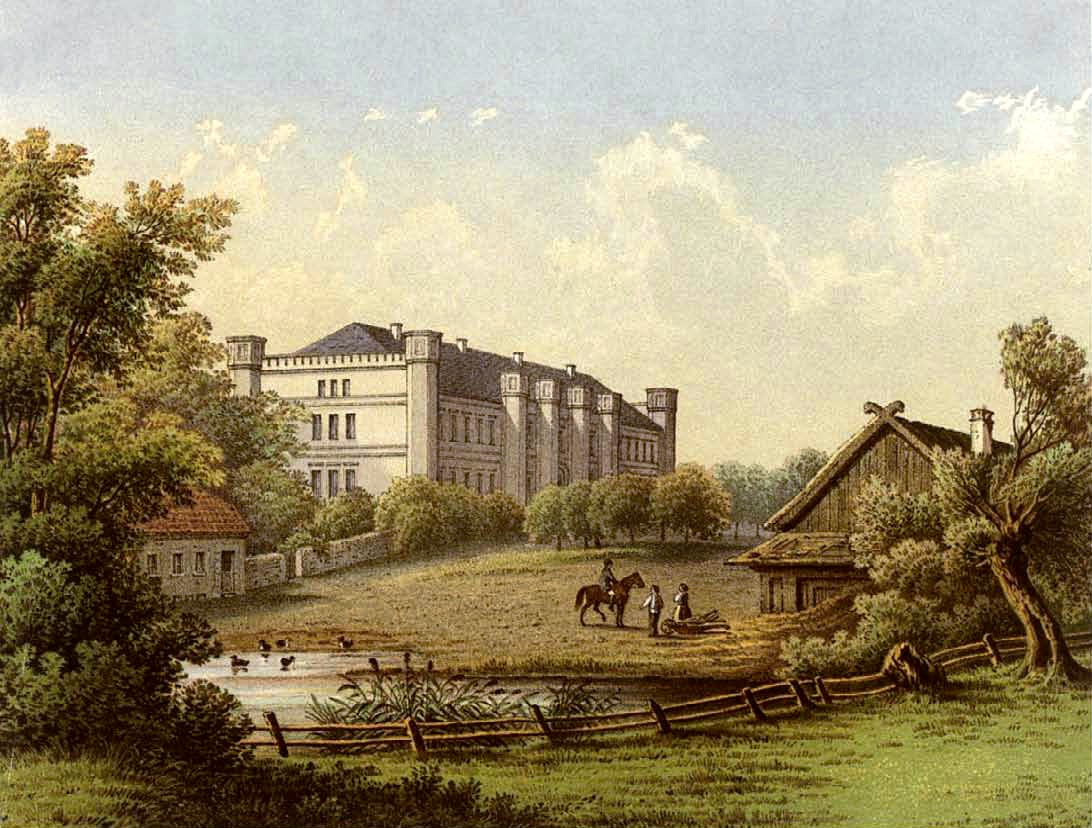
Nach Alexander Duncker, 1863/1864. Gut Jagow, Uckerland

Die von Holtzendorf zählten in der Landesbeschreibung der Mark Brandenburg von 1373 zum schlossgesessenen Adel. Im Landbuch Kaiser Karls IV. von 1375 saß die Familie auf Gut Jagow (heute Ortsteil von Uckerland); sie begründeten den gleichnamigen Stamm Jagow, der bis 1945 dort blieb. 1413 gehörte ihnen Köpenick als Pfand und Strausberg bei Berlin. Im Barnim besaßen die Holtzendorff ab 1441 Beiersdorf, Falkenberg, Schönfeld, Sydow und Tuchen. In Pommern war die Familie 1455 zu Stolzenberg im ehemaligen Landkreis Randow und 1479 (kurz) zu Spantekow bei Anklam besitzlich.
Im 16. Jahrhundert waren Kolbitzow, Boblin, Liebenow und Schönwerder, im 17. Jahrhundert Torgelow, im 18. Jahrhundert Forstenwalde, Pinnow, Schönwalde und Voigtshagen und Anfang des 19. Jahrhunderts Heinrichsdorf im Kreis Greifenhagen im Familienbesitz. Zu den Schlesischen Besitzungen zählte ab 1560 Teichenau bei Schweidnitz und ab 1774 Nesselwitz und Wirschkowitz bei Militsch. Im Herzogtum Mecklenburg-Schwerin saß das Geschlecht seit 1713 im Amt Stavenhagen und noch 1780 zu Liepen und in Ostpreußen 1734 zu Gerlauken im Kreis Fischhausen, 1762 zu Auer im Kreis Mohrungen und später auch zu Galitten, Ranglack, Trimnau, Galben und Szimkowo.
Dem Stamm Vietmannsdorf gehörte ab etwa 1473 Libbesicke und Vietmannsdorf bei Templin. Genealogisch folgte die Unterteilung in Linie I Wilsickow und Linie II Pinnow. Vom letztgenannten Zweig fehlen jüngere Angaben nach dem 20. Jahrhundert. Wilsickow entwickelte sich dagegen schon Mitte des 17. Jahrhunderts zu einem konstanten Herrensitz und ist heute wieder im Eigentum der Nachfahren.

### Standeserhebungen
Am 9. Juni 1745 zu Dresden wurde Christian Gottlieb von Holtzendorff, königlich-polnischer und kurfürstlich-sächsischer Wirklicher Geheimer Rat, Oberkonsistorialpräsident und Obersteuereinnehmer, von Kurfürst Friedrich August II. von Sachsen als Reichsvikar in den Reichsgrafenstand erhoben. Sein Sohn Albrecht Ernst Stellanus Graf von Holtzendorff wurde sächsischer Kriegsminister.

## Wappen
Das Stammwappen zeigt in einem von Silber und Schwarz gevierten Schild, einen roten Balken. Auf dem Helm ist ein mit drei natürlichen Pfauenfedern besteckter, hermelingestulpter roter Hut, zwischen zwei, von Silber und Schwarz übereck geteilten und mit einem roten Balken belegten Büffelhörnern. Die Helmdecken sind schwarz-silbern.
Das gräfliche Wappen von 1745 zeigt den Stammschild mit drei Helmen. Die beiden äußeren mit schwarz-rot-silbernen Helmdecken, der Stammhelm, auf dem mittleren Helm, mit schwarz-silbernen Helmdecken, ein wachsender bekrönter goldener Löwe. Schildhalter sind zwei widersehende goldene Löwen.

## Persönlichkeiten

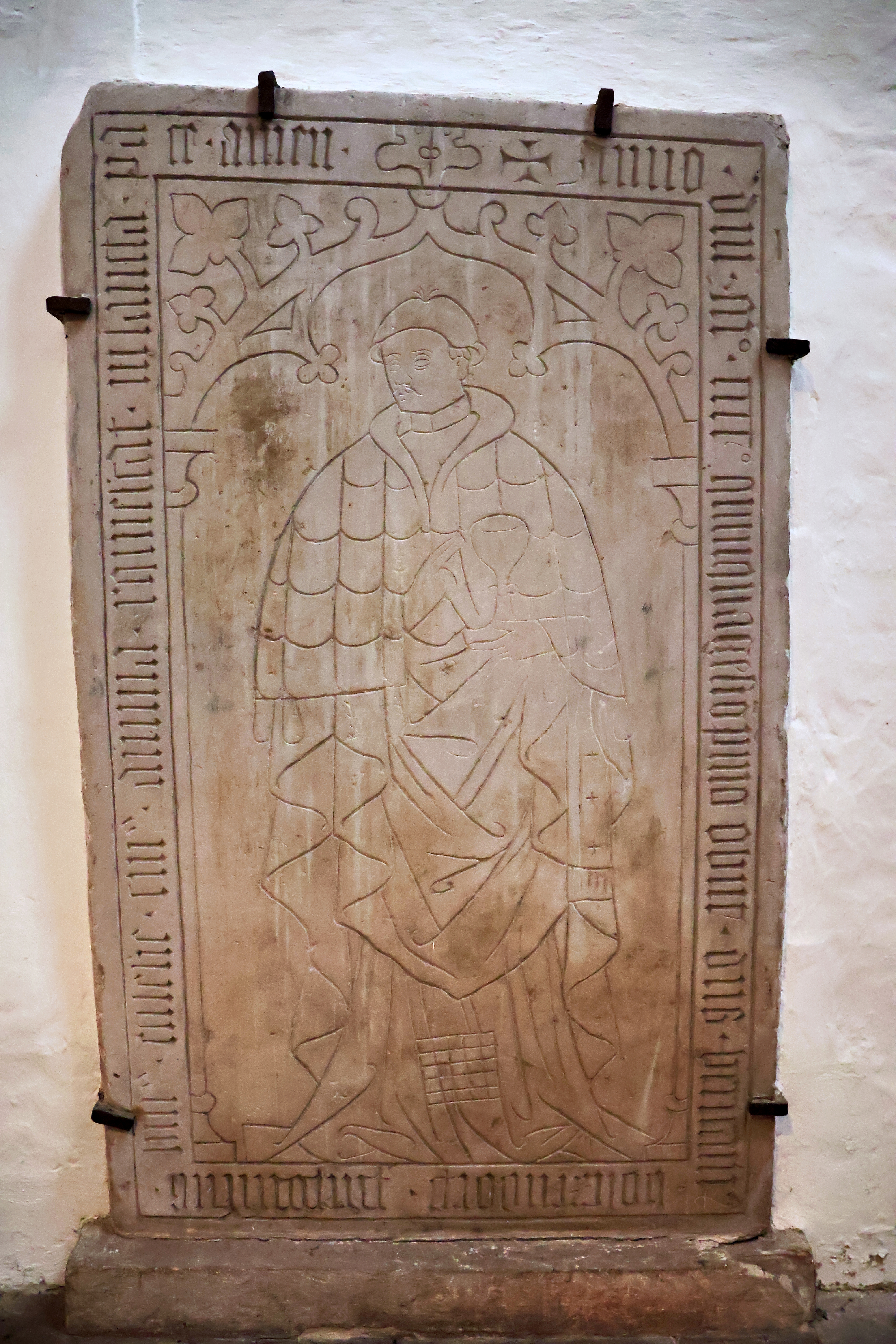
Grabplatte des Bertram von Holtzendorf († 1451), Dompropst zu Brandenburg, aus dem Dom zu Brandenburg

### Angehörige des uradeligen Geschlechts von Holtzendorff

#### Stamm A (Sydow), Gräfliches Haus
- Bertram von Holtzendorf († vor dem 2. Juni 1451), Propst des Doms zu Brandenburg, Domherr und Prior
- Stellanus von Holtzendorff[8] auf Dröschkau (1561–1606), Kursächsischer Kämmerer unter Kurfürst August von Sachsen
- Christian Siegmund von Holtzendorff (1630–1683), kursächsischer Kammerherr und Amtshauptmann des Amtes Eilenburg
  - Christoph Siegmund von Holtzendorff (1671–1715), königlich-polnischer und kurfürstlich-sächsischer Wirklicher Kammerherr und Rittergutsbesitzer, Herr auf Thallwitz und Culm
    - Christian Gottlieb Graf von Holtzendorff (1696–1755), Wirklicher Geheimer Rat, Oberkonsistorialpräsident und Obersteuereinnehmer, seit 1745 Reichsgraf, Erbauer von Schloss Oberlichtenau, auf Bärenstein
      - Gräfin Friederike Christiane von Holtzendorff, auf Bärenstein ⚭ 1749 Graf Friedrich August von Cosel
      - NN Graf von Holtzendorff
        - Gottlieb Graf von Holtzendorff (1764–1806)
          - Albrecht Ernst Stellanus Graf von Holtzendorff (1792–1882), sächsischer Kriegsminister
            - Bernhard Graf von Holtzendorff (1823–1905), Oberst

    - Moritz[9] Eduard Graf von Holtzendorff (1794–1894), sächs. Generalmajor
      - Georg Graf von Holtzendorff (1794–1894)
      - Hans Graf von Holtzendorff (1873–1934), stellv. Bevollmächtigter Sachsens im Reichsrat
        - Hans Graf von Holtzendorff jun. (1910–1972), auf Wünschendorf

    - Eugen Ludwig[10] Graf von Holtzendorff (1796–1856), Domherr von Merseburg
      - Arthur Graf von Holtzendorff (1847–1829), Oberst

    - Christan Gustav Graf von Holtzendorff (1804–1883), Major, sächs. Amtshauptmann, Rechtsritter des Johanniterordens
      - Egon[11] Graf von Holtzendorff (1860–1940), Major, Rechtsritter des Johanniterordens

#### Stamm B (Jagow), Adeliges Haus
- Franz von Holtzendorff (1829–1889), Rechtslehrer und Schriftsteller
- Henning von Holtzendorff (1853–1919), deutscher Großadmiral
  - Inge von Holtzendorff (1896–1974), Adoptivtochter des Henning von Holtzendorff, Schriftstellerin
- Hanshenning von Holtzendorff (1892–1982),[12] Generalmajor a. D., auf Jagow und Carlstein, hinterließ einen umfangreichen Nachlass und private Publikationen[13]

## Briefadelige von Holtzendorff
Der Generalmajor Georg Ernst von Holtzendorff (1714–1785), Sohn des Generalchirurgen der Preußischen Armee Ernst Konrad Holtzendorff, wurde 1767 in den preußischen Adelsstand erhoben. Er war mit dem uckermärkischen Uradelsgeschlecht nicht verwandt.

### Angehörige der briefadeligen Familie von Holtzendorff von 1767
- Georg Ernst von Holtzendorff (1714–1785), Generalmajor sowie Generalinspekteur der Artillerie
  - Karl Friedrich von Holtzendorff (1764–1828), preußischer General

### Weitere Literatur
- Walter von Hueck: Genealogisches Handbuch des Adels. Adelslexikon Band V, Band 84 der Gesamtreihe GHdA, C. A. Starke Verlag, Limburg an der Lahn 1984. ISSN 0435-2408
- Gothaisches Genealogisches Taschenbuch der Adeligen Häuser. 1900. Jg. 1, Justus Perthes, Gotha 1899, S. 425 ff. Digitalisat, ff. Weitere Jahrgänge 1924 und 1941. Letzte Ausgabe zugleich Adelsmatrikel der Deutschen Adelsgenossenschaft. Siehe: FamilySearch (Kostenfrei)
- Gothaisches Genealogisches Taschenbuch der Adeligen Häuser B (Briefadel und Alter Adel), Jahrgänge: 1918 Digitalisat und 1929.
- Wichert von Holtzendorff: Die Holtzendorff in der Mark Brandenburg und Chur-Sachsen. Eine genealogische Studie, Mitscher & Röstell, Berlin 1876. Digitalisat